# ستايسي دوريس
ستايسي دوريس (بالإنجليزية: Stacy Doris)‏ هي كاتِبة وشاعرة أمريكية، ولدت في 21 مايو 1962، وتوفيت في 1 فبراير 2012.